# Велика Слобода (Білорусь)
Велика Слобода (біл. вёска Вялікая Слабада) — село в складі Крупського району Мінської області, Білорусь. Село підпорядковане Крупській сільській раді, розташоване в східній частині області.